# Srŏk Khsăch Kândal
Srŏk Khsăch Kândal är ett distrikt i Kambodja.   Det ligger i provinsen Kandal, i den södra delen av landet, 20 km nordost om huvudstaden Phnom Penh. Antalet invånare är 105 345.